# Füllhalterfabrik Wernigerode
Die Füllhalterfabrik Wernigerode ist ein Hersteller von Schreibgeräten in Wernigerode im Harz. Zu DDR-Zeiten wurden im VEB Füllhalterfabrik Wernigerode die Füller der Marke „Heiko“ produziert. Seit 1991 gehört das Werk als Tochterunternehmen zur Schneider Schreibgeräte GmbH.

## Geschichte
1946 wurde in Wernigerode die Walter Heise KG als Fabrik für Bürobedarf gegründet. Aus der Firma Heise Kommanditgesellschaft leitet sich die Marke HEIKO ab, die 1954 eingetragen wurde. Dieser Privatbetrieb wurde zum 1. Januar 1953 verstaatlicht und trug nun den Namen VEB Füllhalterfabrik Wernigerode. Nachdem am 18. Juni 1953 im Zuge des Aufstands am 17. Juni die meisten Arbeiter des Elektromotorenwerks und anderer großer Betriebe in Wernigerode als Protest gegen höhere Arbeitsnormen streikten, legten am 20. Juni auch die Arbeiter des Schreibgerätewerkes „Heiko“ die Arbeit nieder.
Die Fabrik befand sich an der Westernstraße 37 gegenüber vom Westerntor und dem heutigen Gerhart-Hauptmann-Gymnasium.
1972 zog die Füllhalterfabrik in einen Neubau in der Weinbergstraße 17. Dort war die Produktion über mehrere Gebäude und Etagen verteilt. Zwischen 1972 und 1979 wurde die Füllhalterfabrik in den VEB Schreibgeräte Markant Singwitz (Stammbetrieb) eingegliedert. Der neue Name des Betriebs lautete VEB Schreibgeräte, Betriebsteil HEIKO Wernigerode. Hier wurden weiter Füllhalter, aber auch Drehbleistifte und Kugelschreiber hergestellt. Mit mehr als 500 Mitarbeitern gehörte der VEB Füllhalterfabrik Wernigerode zusammen mit dem VEB Getriebewerk Wernigerode und dem VEB Elektromotorenwerk Wernigerode zu den größten Produktionsbetrieben der Stadt. Zwischen 1981 und 1990 gehörte der VEB Füllhalterfabrik Wernigerode zum Kombinat Musikinstrumente.

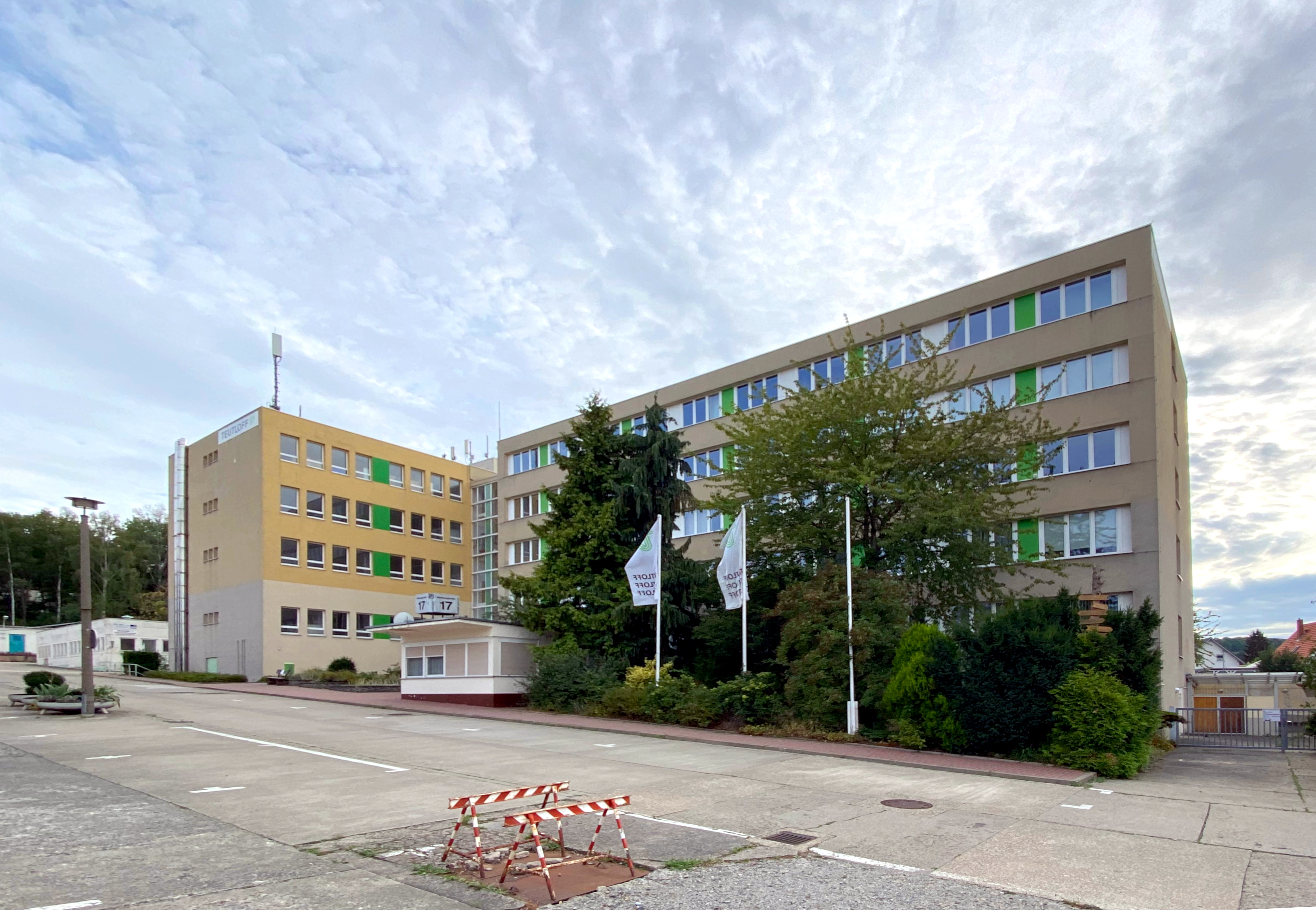
Industriegebäude Weinbergstraße 17, von 1972 bis 1992 Sitz des VEB Betriebsteil HEIKO Wernigerode, heute Bildungszentrum

Nach Wende und Wiedervereinigung wurde der Betrieb privatisiert, die neue Firma lautete heiko Schreib- und Zeichengeräte GmbH. Die Heiko-Füller waren der Konkurrenz von Pelikan und Geha jedoch nicht gewachsen. Der Betrieb ging in Insolvenz, damals beschäftigte das Werk noch knapp 500 Mitarbeiterinnen und Mitarbeiter. 1991 kaufte die Schneider Schreibgeräte GmbH aus Schramberg Teile des Betriebs von der Treuhand,  wobei insbesondere die Wernigeroder Patente zum Tintenleitsystem von Interesse waren. Schneider hatte bis zu diesem Zeitpunkt keine Füllfeder-Produktion, sondern war auf Kugelschreiber spezialisiert. Das Wernigeroder Werk wurde als Schneider GmbH & Co. Produktions- und Vertriebs KG zur 100%igen Tochter der Schneider Schreibgeräte GmbH in Schramberg. 1992 zog die Produktion von der Weinbergstraße in ein neues Werk für Füllhalter im Wernigeroder Gewerbegebiet Stadtfeld um. Dort arbeiteten anfangs 56 Mitarbeiter.  Den alten Standort an der Weinbergstraße nutzt seitdem das 1990 gegründete Teutloff-Bildungswerk, in dem berufliche Fort- und Weiterbildung in technischen Berufen angeboten wird.
2002 wurde der Standort Stadtfeld an der Martin-Heinrich-Klaproth-Straße baulich erweitert. 2008 wurden knapp 400 Tonnen Kunststoff zu vier Millionen Füllfederhaltern verarbeitet, die in zwanzig Modellen produziert wurden. Daneben wurden etwa zwölf Millionen Textmarker und 150 Millionen Tintenpatronen hergestellt. Zwei Drittel der Produktion liefen unter der Marke Schneider, während ein Drittel Auftragsproduktion war. Bis 2011 stieg die Zahl der Beschäftigten auf 115. 2016 waren 28 Spritzgießmaschinen der Kern der Produktion in Wernigerode, dazu kamen die Abteilungen Konstruktion, Werkzeugbau, Montage und Druckerei. Das heutige Werk Wernigerode fertigt Schreibgeräte (Füllfederhalter, Textmarker und Patronenroller) sowie Tintenpatronen, im Selbstverständnis werden „hochwertige Schreibgeräte für Büro und Freizeit“ produziert. Am Standort Wernigerode beschäftigte Schneider auf einer Nutzfläche von etwa 10.000 m² rund 130 Mitarbeiter (Stand 2022).

## Produkte

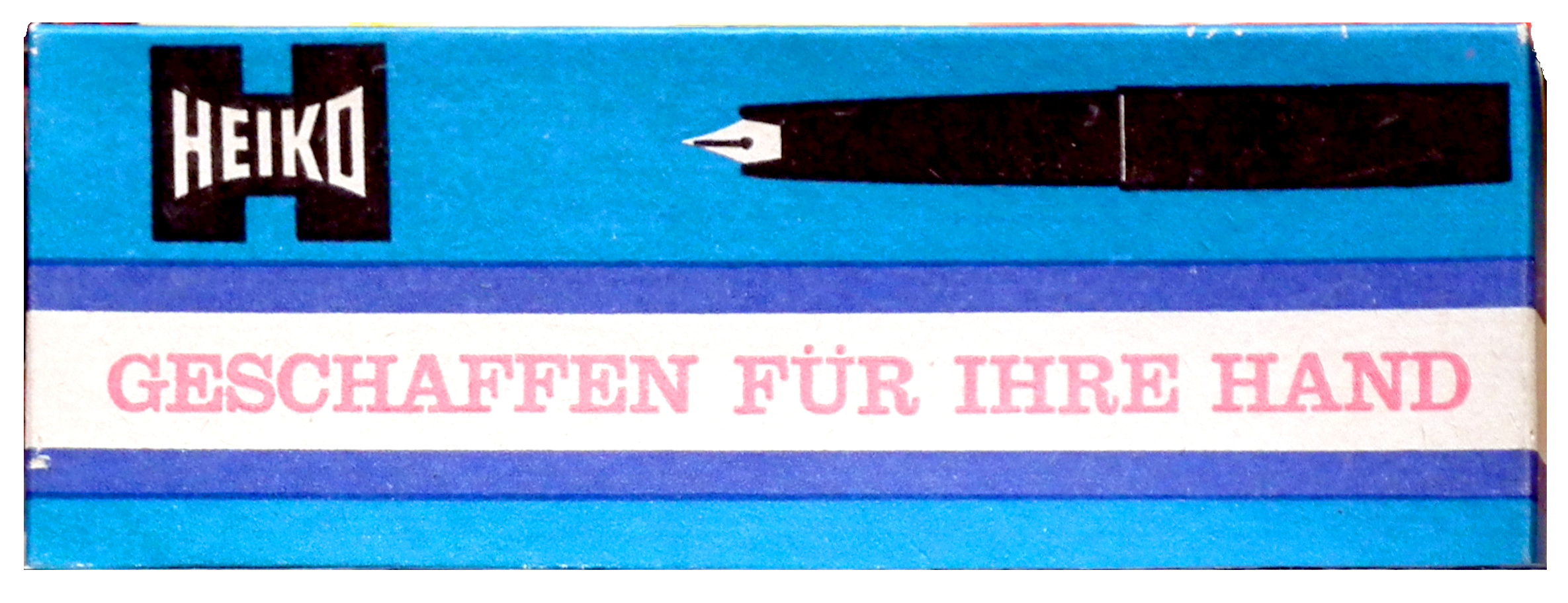
Karton-Packung eines Heiko-Füllers mit dem Slogan „Geschaffen für Ihre Hand“

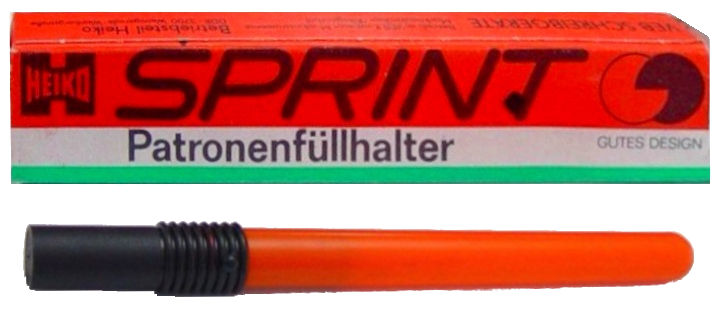
Patronenfüller Heiko Sprint mit Gutes Design-Logo auf der Packung

Zu den Füllfederhaltern der Marke HEIKO zählten:
- Heiko Filius, Kolbenfüller mit vergoldeter Schreibfeder,[17] hergestellt von 1946 bis 1960
- Heiko Senior (Modell 44), Kolbenfüller mit vergoldeter Iridium-Schreibfeder[18]
- Heiko 443, Kolbenfüller
- Heiko Format, Patronenfüller aus Kunststoff[19]
- Heiko Sprint (Modell P 808), Patronenfüller aus Kunststoff, Schreibfeder aus Edelstahl, runde, unten geriffelte Kunststoffkappe ohne Clip. Entwurf Jürgen Frenkel, 1979 ausgezeichnet mit dem Preis Gutes Design.[20] Der Preis  (EVP) lag bei 7,00 Mark.
- Heiko Junior, Patronenfüller aus Kunststoff, Schreibfeder aus Edelstahl, eckige Kunststoffkappe ohne Clip (Entwurf Jürgen Frenkel 1977). Günstiger Schulfüller für EVP 3,20 Mark.[21]
- Heiko P 804, Patronenfüller aus Kunststoff, Schreibfeder aus Edelstahl, Kunststoffkappe mit Metallclip.[22] Der Füller wurde als Schreibgarnitur zusammen mit einem Kugelschreiber Markant K 804 unter der Bezeichnung Trend für (EVP) 19,00 Mark verkauft
- Schreibgarnitur Heiko 806, Patronenfüller und Kugelschreiber aus Metall in Etui (Entwurf Jürgen Raudis 1977/78), 1983 mit dem Preis Gutes Design ausgezeichnet.[23]
- Heiko Primus, Top-Modell mit Metallkappe,[1] praktisch ein Nachbau des Pelikano, seinerzeit Marktführer in der Bundesrepublik[24]

Bis Anfang der 1980er Jahre wurden Tuschezeichner in der DDR ausschließlich bei Cleo Schreibgeräte in Bad Wilsnack unter der Marke Skribent hergestellt. 1982 entwarf Jürgen Raudis das Tuschezeichner-Sortiment „lin’s 9 plus“, das vom Füllhalterwerk Wernigerode hergestellt wurde. lins 9 wurde 1984 mit dem Preis Gutes Design ausgezeichnet.

## Rezeption
In der DDR mussten Schüler der unteren Klassen die Schulausgangsschrift mit einem Füllhalter erlernen, andere Schreibgeräte (insbesondere Kugelschreiber) waren nicht zugelassen, da sie angeblich das Schreibbild störten und das Erlernen der Feinmotorik behinderten. In höheren Klassen galt dieses Gebot nicht mehr, wurde jedenfalls nicht mehr durchgesetzt. Für Schüler in der DDR ohne Verwandte im Westen war der Schulfüller fast ausnahmslos ein Heiko-Füller.
Bis zur Entwicklung des Primus wurde das Tintenleitsystem der Heiko-Füller gefräst und nicht gespritzt. Das Tintenleitsystem mit seinen filigranen Lamellen soll einerseits für guten Schreibfluss sorgen, andererseits aber das Auslaufen und Kleckern verhindern. Dies gelang bei den Heiko-Füllern nur unzureichend, zumal die Plastikgewinde mit der Zeit undicht wurden. Zusammen mit dem recht holzhaltigen Papier der Schulhefte standen Heiko-Füller so bei Schülergenerationen für „blaue Finger und kratzende Geräusche“. Der Schriftsteller Jochen Schmidt schrieb zu Heiko-Füllern während seiner Schulzeit im Ost-Berlin der 1980er Jahre: „Niemand wollte mit einem Heiko-Füller schreiben, diesem ‚Auslaufmodell‘, bei dem die Feder verbog, wenn man damit die Patronen aufstechen wollte. Bei den Westpatronen konnte man die Kugeln sammeln und in der Füllerhülle damit rasseln. Eigentlich hatte jeder irgendwann einen Pelikano […].“
Der VEB Schreibgeräte, Betriebsteil HEIKO Wernigerode, war ab den 1960er Jahren in der DDR Alleinhersteller von Füllfederhaltern und Tintenpatronen. Schulfüller waren eines der vielen Produkte, bei denen die Unterlegenheit der sozialistischen Konsumgüterproduktion gegenüber Produkten westlicher Herkunft unmittelbar wahrnehmbar war. Schüler aus Familien mit Zugang zu Westgeld konnten mit Geha oder Pelikan schreiben, der Rest „musste sich mit Heiko-Stiften aus eigener Produktion begnügen.“ Diese Mängel waren der DDR-Führung durchaus bewusst, 1975 gab es sogar einen Ministerratsbeschluss zur Verbesserung der Schülerfüllhalter, in dessen Folge das Amt für industrielle Formgestaltung eingeschaltet wurde. Von dort wurde der Designer Jürgen Raudis zu Markant und HEIKO entsandt, auch westliche Maschinen wurden angeschafft.